# Brian Turner (nowozelandzki piłkarz)
Brian Alfred Turner (ur. 31 lipca 1949 w Wielkiej Brytanii) – nowozelandzki piłkarz, reprezentant kraju.

## Kariera piłkarska
Od 1966 do 1967 grał w nowozelandzkich klubach Ponsonby i Eden. W 1968 na rok przeszedł do Chelsea. W 1969 na kolejny rok do Portsmouth. W 1970 przeszedł do Brentford. W 1972 przeszedł do University-Mount Wellington. Grał w nim przez osiem lat. Od 1981 do 1983 grał w klubach Blacktown City Demons, Wollongong Community, Gisborne City i Papatoetoe AFC. W 1984 przeszedł do University-Mount Wellington. W 1985 zakończył karierę piłkarską.

## Kariera reprezentacyjna
Karierę reprezentacyjną rozpoczął w 1967. W 1982 został powołany przez trenera Johna Adsheada na Mistrzostwa Świata 1982, gdzie reprezentacja Nowej Zelandii odpadła w fazie grupowej. Karierę zakończył w 1982, a w reprezentacji zagrał w 59 spotkaniach i strzelił 21 bramek.